# Parti des défenseurs de la patrie
Le Parti des défenseurs de la patrie (en arabe : حزب حماة الوطن) est un parti politique centriste égyptien. Il est fondé en 2013 par Galal Haridy et un groupe d'officiers à la retraite. Dans une interview en décembre 2013, environ six mois après le coup d'État militaire d'Abdel Fattah al-Sissi, Haridy exprime son soutien aux « efforts déployés par l'armée et la police pour lutter contre le terrorisme ».
Il est actuellement le plus grand parti membre de la coalition Appel de l'Égypte (en) et est considéré comme un soutien au président Abdel Fattah al-Sissi.

## Résultats électoraux

### Élections législatives
| Année | Voix | % | Sièges   |
| ----- | ---- | - | -------- |
| 2015  |      |   | 18 / 596 |
| 2020  |      |   | 23 / 596 |

### Élections sénatoriales
| Année | Voix | % | Sièges   |
| ----- | ---- | - | -------- |
| 2020  |      |   | 11 / 300 |